# Slaget ved Jackson
Slaget ved Jackson blev udkæmpet den 14. maj 1863 i Jackson, Mississippi var en del af Vicksburg-kampagnen i den amerikanske borgerkrig. Unionens generalmajor Ulysses S. Grant og Army of the Tennessee besejrede den konfødererede general Joseph E. Johnston, tog byen, afskår forsyningslinjerne og åbnede en vej vestpå til Belejringen af Vicksburg.
Den 9. maj 1863 modtog general Joseph E. Johnston en depeche fra den konfødererede krigsminister, som gav ham ordre til at "straks at tage til Mississippi, overtage ledelsen af tropperne i felten". Da han ankom til Jackson den 13. maj fra det mellemste Tennessee, erfarede han, at to armékorps fra Unionens Army of the Tennessee – 15. korps under generalmajor William T. Sherman og 17. korps under generalmajor James B. McPherson var under fremrykning mod Jackson og ville afskære byen og jernbanerne fra Vicksburg i Mississippi, som var en vigtig havn ved Mississippifloden. Disse korps, som var under overordnet kommando af Grant, havde krydset Mississippifloden syd for Vicksburg og var trængt mod nordøst i retning af Jackson. Jernbaneforbindelserne skulle afskæres for at isolere garnisonen i Vicksburg, og hvis de konfødererede tropper i Jackson blev besejret, ville de være ude af stand til at true Grants flanke eller ryg under hans efterfølgende angreb på Vicksburg.

## Slaget
Johnston rådførte sig med den lokale hærchef, brigadegeneral John Gregg, og erfarede, at der kun var 6.000 tropper til rådighed til at forsvare byen. Johnston gav ordre til evakuering af byen, men Gregg skulle forsvare Jackson, indtil evakueringen af byen var afsluttet. Klokken 10 om formiddagen var begge Unionens korps ved Jackson og var kommet i kamp med fjenden. Regnvejr, konfødereret modstand og dårlige forsvarsværker forhindrede større kampe indtil omkring kl. 11, hvor unionsstyrkerne angreb i stort antal og langsomt, men sikkert pressede fjenden tilbage. Midt på eftermiddagen meddelte Johnston Gregg, at evakueringen var afsluttet, og at han skulle trække sig tilbage og følge efter.

## Efterspil
Kort efter gik unionstropperne ind i Jackson og holdt en fest med Grant som vært i Bowman House. Han havde været sammen med Shermans tropper. Derefter nedbrændte tropperne en del af byen og afbrød jernbaneforbindelsen til Vicksburg. Jacksons evakuering af Jackson var en tragedie, for han kunne sent den 14. maj have haft 11.000 tropper til rådighed og om morgenen den 15. yderligere 4.000. Den tidligere hovedstad i Mississippis fald var et slag mod Konføderationens moral.
General Sherman udpegede brigadegeneral Joseph A. Mower til militærguvernør i Jackson og gav ham ordre til at ødelægge alle faciliteter, der kunne tjene krigsindsatsen. Da man opdagede et stort lager af rom, var det umuligt for Mowers brigade at opretholde roen blandt den store mængde soldater og ledsagere af hæren, og der forekom mange tilfælde af plyndring. General Grant forlod Jackson om morgenen den 15. maj og fortsatte til Clinton. Om morgenen den 16. maj sendte han ordre til Sherman om at rykke ud af Jackson, så snart ødelæggelsen var afsluttet. Sherman afmarcherede omtrent straks og havde forladt byen kl. 10. Ved aftenstid den 16. maj havde Shermans korps nået Bolton, og de konfødererede styrker havde genbesat resterne af Jackson. Jackson var ødelagt som transportcentrum, og krigsindustrierne var ødelagt; men af størst betydning var det, at de styrker og det materiel, som skulle redde Vicksburg, var blevet spredt for alle vinde.

## Eksterne kilder
32°19′26″N 90°14′10″V / 32.324°N 90.236°V